# ユチョン
パク・ユチョン（朝: 박유천、中: 朴有天、英: Park Yu Chun、1986年6月4日 - ）は、韓国の男性歌手、俳優。東方神起・JYJの元メンバー。東方神起時代の芸名は「ミッキー・ユチョン」（日本活動名は「ユチョン」）。身長180cm、体重62kg。血液型はO型。

## 来歴
アジア通貨危機の影響を受け家族で渡米。小学6年生からデビュー前までコリア・タウンのあるバージニア州フェアファックス郡シャンティリーで暮らしていた。現地では北バージニア韓人会に所属していた。子供の頃から歌手になるのが夢で、慣れない土地での孤独感などからピアノと音楽に没頭する。
2001年、バージニア州で開催された歌唱コンテストで優勝。（コンテストの詳細は不明）
2003年5月にフェアファックス郡スプリングフィールドのワールド・オブ・ライフ教会で開催された「第1回KBN-TV青少年歌謡祭」で特別賞を受賞。
同年オーディションを受けるため自ら渡航費を用意し、単身帰国。帰国後はSMエンタテインメントに所属。また、帰国前に在米コリアン系芸能事務所「ブラザーズ・エンターテイメント」に所属している。韓国に帰ってきた頃、ひとりぼっちでいたユチョンに初めて声を掛けたのがユンホだった。
米国での経験があるため、韓国での練習生期間は1年5ヶ月と短期間であった。
2004年に5人組アイドルグループ東方神起のメンバーとしてシングル『HUG』でデビューし、2005年4月にシングル『Stay With Me Tonight』で日本デビューを果たした。東方神起ではミドルローパートとラップを担当。韓国では「ミッキー・ユチョン」（믹키유천）という芸名を使用していたが、日本では「ユチョン」と表記していた。「ミッキー」は、もともとアメリカ在住の際に使っていたミドルネームである。漢字の芸名は「秘奇有天」であり、「（歌謡界の）秘密兵器」や「神奇」（中国語で神秘的を意味する）の意味が込められている。2004年に米国永住権を放棄して韓国国籍を取得した。
弟・パク・ユファンとユニット「U-story」を結成して、2009年1月に発売された東方神起の日本でのシングル「Kiss The Baby Sky」の制作に参加した。
2009年、ジェジュンやジュンスとともにCreBeauというブランドを運営する化粧品会社の中国法人に投資し、それと同時に個別に韓国ソウル市内で同社の販売代理店の経営を始めたが、同代理店は2010年に代理店業務を中止して、パク・ユチョン個人のグッズ販売店に衣替えしている。
2009年7月他の東方神起のメンバーであったキム・ジェジュン、キム・ジュンスと一緒にSMエンタテインメントとの契約が13年専属など、異常な契約という理由で専属契約効力停止仮処分申請を裁判所に提出。東方神起を脱退し、9月に「JYJ」という名前でグループを結成した。同年10月、裁判所は「本案訴訟の判決が出るまでSM側は3人の独自の芸能活動を妨害してはいけない」という要旨の専属契約効力停止仮処分決定を下した。2012年11月JYJとSMエンタテインメントは、双方が既に締結されたすべての契約を2009年7月31日に終了し、これに関するすべての訴訟を取り下げ、今後の活動に干渉しないという合意をして契約紛争を終えた。
2019年4月24日、薬物使用疑惑の影響で所属事務所が契約を解除となり、所属事務所を通して芸能界引退を発表。26日に麻薬の使用容疑により逮捕され、29日に違法薬物の使用を認めた。同年7月2日、覚醒剤を使ったとして麻薬類管理法違反の罪に問われた裁判で、懲役10ヶ月、保護観察付き執行猶予2年（求刑懲役1年6月）の有罪判決を受けた。
2020年1月にタイでファンミーティングを開催し、3月10日に公式Instagramのアカウントを開設。3月20日の投稿で写真集『SOMEDAY』を発売することを発表した。2020年4月20日、グローバル公式ファンクラブ『BLUE CIELO』をオープンし、2020年9月からは、タイで芸能活動を本格化させた。
12月13日にタイ南部の洪水被害でボランティア活動、2021年1月には韓国の２都市にマスク5万枚寄付など、慈善活動も行っている。
2021年1月20日には公式YouTubeチャンネル“Re:cielo”をオープン。8月12日には日本語でファンに向けた直筆手紙を公開し、心境を明かした 。
2021年10月25日　公式YouTubeチャンネル「LOGBOOK Official」をオープン。それを皮切りに、11月8日にInstagram「LOGBOOK Official」をオープン。2022年6月17日には公式サイト「LOGBOOK」をオープンした。
2022年10月5日、パク・ユチョン公式グローバルファンクラブ「Guardians Of YUCHUN」をオープン。
2023年1月、3年ぶりの来日イベントを開催した。
2024年2月、Instagram:pyc6000  開始
2024年9月17日、PARK YUCHUN × RED° TOKYO TOWER「RED° ART COLLECTION」アンバサダーの就任決定、2024年9月20日(金)〜9月29日(日)までアートパネル写真展開催発表
2024年9月18日、PARK YUCHUN（パク・ユチョン）日本デビュー記者会見配信をメタバースにて独占配信！発表
2024年9月20日、日本デビュー記者会見を実施、アルバム発売と、ツアーを発表

## 制作楽曲
- 日本盤の曲タイトルや作詞・作曲者名は「YUCHUN」。韓国盤では「MICKY[26]」。
- 韓国の4枚目アルバム『MIROTIC』制作に当たって作曲は50作品以上していたが次期に持ち越されている[27]。2005年には1か月に1500曲聴くなどし作曲の勉強をしていた[28]。

韓国
- 日照り雨 (Like Weather...) （2006年『1st Live Concert Rising Sun』ライブ・アルバムに収録）
- 愛、さようなら愛 (Love Bye Love) （2008年『MIROTIC』4集アルバムCバージョン） - 『第4集 MIROTIC』日本ライセンス・アルバム(RZCD-46092)にも収録

日本
- Kissしたまま、さよなら (作曲/-JEJUNG & YUCHUN)  （2008年『T』に収録）
- Kiss The Baby Sky （2009年1月『Bolero / Kiss The Baby Sky / 忘れないで』、ズームイン 天気予報BGM） - 『The Secret Code』にも収録

### 作詞
- そして... (Holding back the tears) （韓国、2006年8月『VACATION OST』に収録）
- My Girlfriend （日本、2008年2月13日）

### 作曲
- Evergreen （韓国、2007年12月『07 WINTER SMTOWN』に収録）
- COLORS 〜Melody and Harmony （作曲・編曲/-JEJUNG & YUCHUN）  『COLORS〜Melody and Harmony〜/Shelter (JEJUNG & YUCHUN (from 東方神起)』（日本、2009年9月30日）

### 編曲
- Rainy Night （JUNSU from 東方神起） （日本、2008年h-wonderと共に行う）

## ソロ

### 楽曲
韓国
- 日照り雨/天気雨 (Like Weather...) - 여우비 （2006年、『1st Live Concert Rising Sun』ライブ・アルバムに収録）
- All In Vain （2007年、東方神起名義、『エア・シティOST』韓国盤と日本盤(AVCD-23521)に収録）
- One Last Cry （2007年、『2nd ASIA TOUR CONCERT "O"』ライブ・アルバムに収録）
- 君のための空席 (2011年、『ミス・リプリーOST』)

日本
- Runaway / My Girlfriend（YUCHUN from 東方神起） （2008年2月13日）
- been so long / JEJUNG & YUCHUN (from東方神起)  『m-flo TRIBUTE maison de m-flo』(2009年9月16日)

### ライブ
韓国
- 2006年「1st Live Concert Rising Sun」で「Like weather...」を歌う （ライブ・DVDに収録）。
- 2007年「2nd ASIA TOUR CONCERT "O"」では「One Last Cry」を披露 （ライブ・DVDに収録）。
- 2009年「3rd ASIA TOUR MIROTIC」では「Love Bye Love」(4集)をソロで歌う（ライブ・DVDに収録）。

日本
- 2007年9月23日、「PREMIUM MINI LIVE」YOKOHAMA BLITZにて「My Girlfriend」を歌う。
- 2009年、「4th LIVE TOUR 2009 〜The Secret Code〜 FINAL in TOKYO DOME」にてジェジュンと「COLORS〜Melody and Harmony〜」を歌う。
- 2010年、「JUNSU/JEJUNG/YUCHUN THANKSGIVING LIVE IN DOME」にて「My Girlfriend」、ジェジュンと「COLORS〜Melody and Harmony〜」「Shelter」を歌う。

## コラボレーション
- TOKYO LOVELIGHT feat.YUCHUN (from 東方神起)（日本、2008年9月24日、MAKAIのアルバム『STARS』に収録）

## ディスコグラフィ
グループ名義での作品については、東方神起のディスコグラフィもしくはJYJ#ディスコグラフィを参照。

### 日本

#### ミニアルバム
| No. | タイトル     | 発売日         | 収録曲                                                                     |
| --- | ------------ | -------------- | -------------------------------------------------------------------------- |
| 1st | Where I Walk | 2024年12月18日 | 1. 時計 2. Get Over 3. メロディー 4. 時計(韓国語Ver.) 5. 366日 6. 時計inst |

### 韓国

#### シングル
| No. | タイトル | 発売日           | 収録曲 |
| --- | -------- | ---------------- | --- |
| 1st | Da Capo  | (2021年11月12日) | 1. 해질녘/Sun gones down 2. 너에게...(Kiss your sky)/You...(Kiss your sky) 3. LILAC 4. You...(Kiss your sky)(Inst) 5. LILAC(Inst) |

#### ミニアルバム
| No. | タイトル                             | 発売日         | 収録曲 |
| --- | ------------------------------------ | -------------- | --- |
| 1st | 당신의 지갑에는 얼마의 사랑이 있나요 | 2016年1月18日  | 1. 그리운, 페이지를 넘기며.. (Piano By Yuhki Kuramoto) [懐かしい、ページをめくりながら..(ピアノ 倉本裕基)/Memories, Flip Over the Page] 2. 감기지 않는 마음 [絡まることのない心/Unwound Heart] 3. 당신의 지갑에는 얼마의 사랑이 있나요. [あなたの財布にはどれだけの愛がありますか/How Much Love Do You Have In Your Wallet] 4. 마지막 앨범까지.. (feat. 요조) [最後のアルバムまで(feat. Yojo)/Until the Last Album] 5. 그녀와 봄을 걷는다.. (Live Ver.) [彼女と春を歩く/Walking With Her In The Spring] 6. 당신의 지갑에는 얼마의 사랑이 있나요. (Inst.) [あなたの財布にはどれだけの愛がありますか/How Much Love Do You Have In Your Wallet] |
| 2nd | RE:mind (DAY & NIGHT)                | 2020年11月19日 | 1. THE CRY(TITLE)(Feat.JAY),(Prod.HELLGATE) 2. 정거장(Prod.HELLGATE) 3. 회전목마(CAROUSEL) 4. WHAT U WAITING FOR 5. SOMEBODY TO LOVE ME(ENGLISH Ver.) 6. SEE YOU AGAIN(JAPANESE Ver.) 7. SEE YOU AGAIN(THAI Ver.) |

#### フルアルバム
| No. | タイトル   | 発売日          | 収録曲 |
| --- | ---------- | --------------- | --- |
| 1st | Slow dance | (2019年2月27日) | 1. Slow dance 2. Strong 3. 재회/再会/We Met Again 4. 가시덤불/茨の藪/Thorn 5. Magic 6. 뒤돌면 모든 길이 추억이라/振り返れば全ての道は思い出だから/Everything Is Memorable 7. 졸업/卒業/Graduation 8. Slow dance(Japanese ver.) 9. Slow dance(Chinese ver.) 10. ユチョンからのメッセージ(CDのみ) |

## 出演
グループでの出演については、東方神起#出演もしくはJYJ#出演を参照。

### ドラマ
- レインボーロマンス（2005年-2006年、MBC） - ゲスト出演
- トキメキ☆成均館スキャンダル（2010年、KBS） - 主演 イ・ソンジュン 役
- ミス・リプリー（2011年、MBC） -  主演 ソン・ユヒョン　日本名ユタカ 役
- 屋根部屋のプリンス（2012年、SBS） -  主演 イ・ガク/ヨン・テヨン 役
- 会いたい（2012年-2013年、MBC） - 主演 ハン・ジョンウ 役
- スリーデイズ〜愛と正義〜（2014年、SBS） - 主演 ハン・テギョン 役
- 匂いを見る少女（2015年、SBS） - 主演 チェ・ムガク 役

### 映画
- 地球で恋愛中（2005年） - 本人役
- 海にかかる霧（2014年） - 主演 ドンシク 役
- 奇跡のピアノ（2015年、韓国 2016年10月22日～日本公開） - ナレーション
- ルシッドドリーム（2017年、韓国） - 謎の男役

日本
- Beautiful Love〜君がいれば〜（2010年6月4日 - 、Bee TV） - ヨンス 役

### CM
- Tio （2011年4月、8月/2012年5月）
- 任天堂「ゼルダの伝説」（2011年11月）
- black'smith（2011年11月/2012年5月）
- オトゥギ キスミョン（2011年12月/2012年6月）[33]
- 任天堂3DS ゼルダの伝説<時間のオカリナ3D> (2012年09月)
- スタンダードチャータード銀行 <善良な図書館プロジェクト> TV広告モデル (2012年12月)
- 韓中著作権保護キャンペーン <フェアプレー> 広報モデル (2014年09月)

### DVD
- 2015年10月 パク・ユチョン主演ドラマ「会いたい」Private Making & Drama Event
- 2016年 6月 House Warmimg Party Parkyuchun Fanmeeting 2014★2015
- 2016年10月 2015 PARK YUCHUN FAN MEETING JAPAN TOUR “ALL ABOUT YU”
- 2018年 6月 2018 PARK YUCHUN FANMEETING & MINI CONCERT in JAPAN“再会 remember the memories”
- 2018年10月 2018 PARK YUCHUN FANMEETING & MINI CONCERT HALL TOUR ‘再会’

## 受賞歴
- 2001年 音楽コンクール優勝（詳細不明）
- 2003年 KBN青少年歌謡祭特別賞
- 2010年12月31日 KBS演技大賞「トキメキ☆成均館スキャンダル」新人賞、ネットユーザー賞、ベストカップル賞
- 2011年5月26日 第47回百想芸術大賞　KBS 2TVドラマ「トキメキ☆成均館スキャンダル」　TV部門新人賞、人気賞
- 2011年8月31日 第6回ソウルインターナショナルドラマアワード　ネチズン人気賞、俳優賞　（トキメキ☆成均館スキャンダル、ベストドラマ賞）
- 2011年12月30日 MBC演技大賞 「ミス・リプリー」 新人賞
- 2012年4月26日 第48回百想芸術大賞 「ミス・リプリー」 TV部門人気賞
- 2012年8月30日 第7回ソウルインターナショナルドラマアワード　ネチズン人気賞、俳優賞　（屋根部屋のプリンス、ベストドラマ賞）
- 2012年12月30日 MBC演技大賞 「会いたい」 優秀演技賞
- 2012年12月31日 SBS演技大賞 「屋根部屋のプリンス」 優秀演技賞、視聴者人気賞、10大スター賞、ベストカップル賞
- 2013年5月9日 第49回百想芸術大賞 「会いたい」 TV部門人気賞
- 2013年10月19日 Korean Entertainment 10th Anniversary Awards in Japan 男優部門2位、「屋根部屋のプリンス」で作品部門2位
- 2014年11月13日 第34回韓国映画評論家協会賞「海にかかる霧」新人賞
- 2014年11月21日 第51回大鐘賞映画祭新人男優賞「海にかかる霧」新人賞
- 2014年12月4日 第15回釜山映画評論家協会賞「海にかかる霧」新人賞
- 2014年12月9日 第4回美しい芸術人賞「海にかかる霧」新人芸術人賞
- 2014年12月17日 第35回青龍映画賞「海にかかる霧」新人賞
- 2014年12月19日 韓国映画俳優協会スターの夜「海にかかる霧」人気スター賞
- 2014年12月31日 SBS演技大賞「スリーデイズ～愛と正義～」ミニシリーズ部門最優秀演技賞、10大スター賞
- 2015年1月29日 第6回今年の映画賞「海にかかる霧」新人賞
- 2015年2月26日 第10回マックスムービー最高の映画賞「海にかかる霧」新人賞
- 2015年5月26日 第51回百想芸術大賞「海にかかる霧」新人演技賞
- 2015年12月31日 SBS演技大賞「匂いを見る少女」最優秀演技賞、10大スター賞
- 2021年8月1日 第2回ラスベガス・アジア・フィルム・アワード（Las Vegas Asian Film Awards）「On The Edge」最優秀主演男優賞